# Джовани Лоренцо Бернини
Вижте пояснителната страница за други личности с името Джовани.
Джан Лоренцо Бернини (на италиански: Gian Lorenzo Bernini), е италиански скулптор и архитект от бароковия период, живял и творил най-вече в Рим, където се намира и най-голямата колекция от негови скулптури.

## Биография
Роден е на 7 декември 1598 година в Неапол, Италия, в семейството на скулптора Пиетро Бернини (родом от Флоренция). На 7-годишна възраст придружава баща си в Рим, където той работи по няколко големи проекта. Тук неговите умения скоро са забелязани от художника Анибале Карачи (на италиански: Annibale Carracci) и от папа Павел V. Покровител на Бернини става богатият и влиятелен кардинал Шипионе Боргезе, племенник на папата. Между неговите ранни творби са скулптурите "Амалфия с младенеца Зевс и младия сатир" и няколко алегорични бюста, като "Проклета душа" и "Блажена душа". На 22 години създава бюста на папа Павел V (намиращ се в музей Гети). Репутацията му се утвърждава окончателно със създаването на четири скулптури, намиращи се в музей Боргезе в Рим: „Еней, Анхиз и Асканий“ (1619), „Похищението на Прозерпина“ (1621–1622), „Аполон и Дафне“ (1622–1625) и „Давид“ (1623–1624). 

### Архитектура
Когато Александър VII става папа, започва амбициозна програма за превръщането на Рим в световна столица чрез систематично, решително и скъпо преустройство на града. Той поръчва широкомащабни архитектурни изменения на града, като се съединяват стари и нови улици и сгради. По това време Бернини се съсредоточава в проектирането на сгради. Сред произведенията му през този период особено важно е мястото на площад Свети Петър. Той построява две масивни полукръгли колонади, всеки ред от които се състои от четири бели колони. Като резултат се оформя арена с овална форма, на която гражданите, гостите на града и поклониците често стават свидетели на появяването на папата. Тези колонади приличат на две ръце, които символически обхващат публиката.
Бернини умира на 28 ноември 1680 година в Рим на 81-годишна възраст. Погребан е в базиликата Санта Мария Маджоре.

### Личен живот
В края на 30 години  на 17-ти век Бернини има роман със заможната дама Констанца, съпруга на неговия помощник Матео Бонучели. Бернини извайва мраморен бюст на своята избраница, който в момента се намира в музея "Барджело" във Флоренция. По-късно тя има връзка с по-малкия брат на Бернини, който е негов най-близък помощник в работилницата. Когато Бернини разбира за това, преследва брат си по улиците не Рим, за да го убие и също така изпраща слугата си да нареже лицето на Констанца. Слугата е затворен, както и Констанца за изневяра. Бернини се жени през май 1639 г. на 41 години за 22-годишната римлянка Катерина Тецио. Имат 11 деца включително Доменико Бернини, който става първият биограф на своя баща.

## Архитектура
Видни сгради от Бернини:
- Пиацата и колонадата пред базиликата Свети Петър в Рим.
- Палацо Барберини
- Палацо Монтечиторио бароков дворец на римския род Лудовизи
- Фонтан на Четирите реки – площад Пиаца Навона, Рим
- Фонтан Тритон
- Фонтан на пчелите (на италиански: Fontana delle Api) – фонтан в Рим
- Sant’Andrea al Quirinale (на италиански: Sant’Andrea al Quirinale) църква в Рим

## Скулптура
- Аполон и Дафне – Галерия Боргезе, Рим.
- Бюст на кардинал Ришельо – Лувър, Париж.
- Екстазът на света Тереза – Санта Мария дела Виториа, Рим.
- Екстазът на блажената Людовика Албертони – Сан Франческо а Рипа, Рим.
- Похищението на Прозерпина – Галерия Боргезе, Рим.